# Yardang

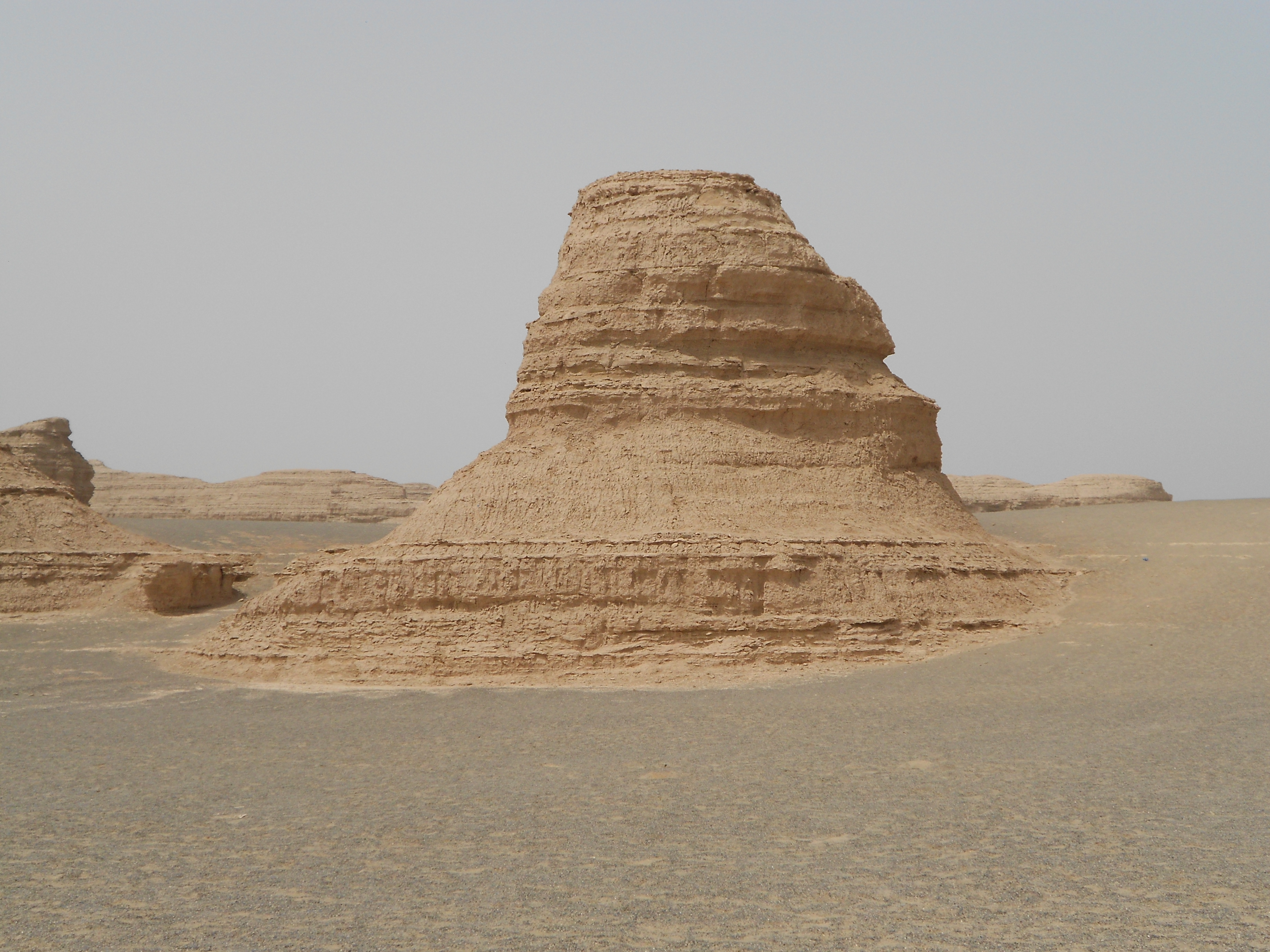
Yardang im Yandang-Shan-Geopark, Provinz Gansu, VR China

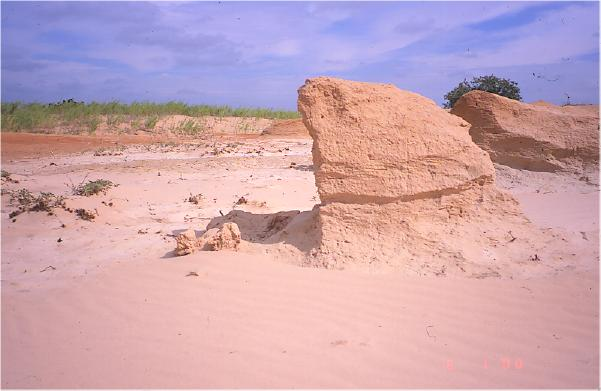
Ein Yardang in der Nähe von Meadow (Texas)

Ein Yardang (oder Jardang, gelegentlich auch Windhöcker) ist eine geomorphologische, tafelförmige Erosionsform in Lockersedimenten (überwiegend in flachgeschichteten lakustrinen Sedimenten).
Der Forschungsreisende Sven Hedin hat Yardangs erstmals 1903 benannt und beschrieben, als er die chinesische Wüste Lop Nor durchquerte. Das Wort Yardang leitete er aus dem uigurischen Wort Yar ab, das mit steiler Sandwall (engl.: ridge or steep bank) übersetzt werden kann.

## Entstehung

### Grundsätzliches
Yardangs entstehen aus dem Zusammenwirken von Deflation, Windschliff (Korrasion) und zeitweise einsetzender Wassererosion. Die endgültige Gestalt wird durch Korrasion, also durch Windschliff, des stetig aus einer Richtung wehenden Windes geformt; der vom Wind mitgeführte Sand schmirgelt die Strukturen aus dem Untergrund heraus. 
Initialformen der Yardangbildung sind z. B. Rinnen durch Abflussereignisse, große Trockenrisse, aber auch tektonische Verstellungen und Klüfte. An diesen Störungen setzt die auf Gassen konzentrierte Schleifwirkung des Windes an. Es entstehen schichtstufenartige Formungen, welche durch wechselnde Widerstandsfähigkeit der Sedimente bedingt sind.
Bei diesen Prozessen entsteht ein stromlinienförmiger (tropfenförmiger) Körper mit breitem Luv und schmalem Lee.

### Prozess der Formenbildung
Die steile Luv-Seite wird geformt durch Kornimpakt, Aufwind und Gegenströmung. An Rücken und Flanke wird die Luft beschleunigt, an der breitesten Stelle wird die Grenzschicht abgehoben und darunter setzt die Gegenströmung ein, und im Lee bilden sich Wirbel, wenn die Strömungen aufeinandertreffen. Diese erodieren den Yardang von hinten. Ist die Stromlinienform erreicht, wirkt auf den Yardang fast nur noch Deflation, da die Grenzschicht nicht mehr abgehoben wird.

## Maße und Gestalten
Das Verhältnis von Länge zu Breite beträgt ca. 4:1. Yardangs treten in Größenordnungen von einigen Zentimetern bis zu mehreren zehn Metern auf (gelegentlich sogar noch größer).

## Vorkommen
Bekannte Vorkommen auf der Erde sind die Yardang-Felder im Iran (diese heißen Shar Lut = Wüstenstädte), die Yardangs der Wüste Lop Nor und die besonders ausgeprägten Yardangs in der Sahara, die zwischen Hoggar, Aïr und Adrar des Iforas zu finden sind.
Obwohl der Planet Mars nur eine sehr dünne Atmosphäre besitzt, konnten in vielen Regionen des Planeten Yardang-Strukturen nachgewiesen werden, die sich über einen langen Zeitraum durch Winderosion bilden konnten. Dies gibt Aufschluss über die Dynamik der Windverhältnisse auf der Marsoberfläche. So wurden von der europäischen Raumsonde Mars Express in der Region Aeolis Mensae neben Tafelbergen Yardangs entdeckt und in der Nähe des Marsäquators, westlich der Tharsis-Region, ausgeprägte Yardang-Strukturen; diese liegen im durch Vulkanismus geprägten Gebiet des Eumenides Dorsum (griech. Rücken der Furien). Eine weitere Fundstelle dieser durch Winderosion entstandenen Strukturen befindet sich in der Nähe des Schildvulkans Olympus Mons, dem höchsten Berg des Sonnensystems.